# Greater Sudbury
Greater Sudbury (fr. Grand-Sudbury) – miasto w Kanadzie, w prowincji Ontario. Jest największym pod względem wielkości miastem północnego Ontario. Ma dwa języki urzędowe i dwie urzędowe nazwy (Greater Sudbury i Grand-Sudbury).

## Ludność
Liczba mieszkańców Greater Sudbury wynosi 157 857. Język angielski jest językiem ojczystym dla 63,5%, francuski dla 27,5% mieszkańców (2006).

## Historia
Europejska kolonizacja rozpoczęła się podczas eksploatacji drewna. Podczas budowy Kolei Transkanadyjskiej w 1883 r. odkryto złoża rudy niklu (jak się później okazało, wynik uderzenia meteorytu 1,85 mld lat temu) i rozpoczęto eksploatację. Od tej pory, dzieje Greater Sudbury połączone były z produkcją i światowym zapotrzebowaniem na nikiel. W ostatnich latach Greater Sudbury usiłuje rozszerzyć swoją ekonomię jako centrum turystyczne i naukowe. W 1985 otwarto tu centrum naukowe "Science North" nad jeziorem Ramsey, poświęcone geologii regionu i kanadyjskiej północy. Główny budynek ma kształt płatka śniegowego.
W mieście znajduje się dwujęzyczny Uniwersytet Laurentyński.

## Sport
- Sudbury Wolves – klub hokejowy
- W 1988 roku odbyły się w mieście mistrzostwa świata juniorów w lekkiej atletyce.

## Miasta partnerskie
- Homel, Białoruś
- Kokkola, Finlandia